# 英国勅許公認会計士

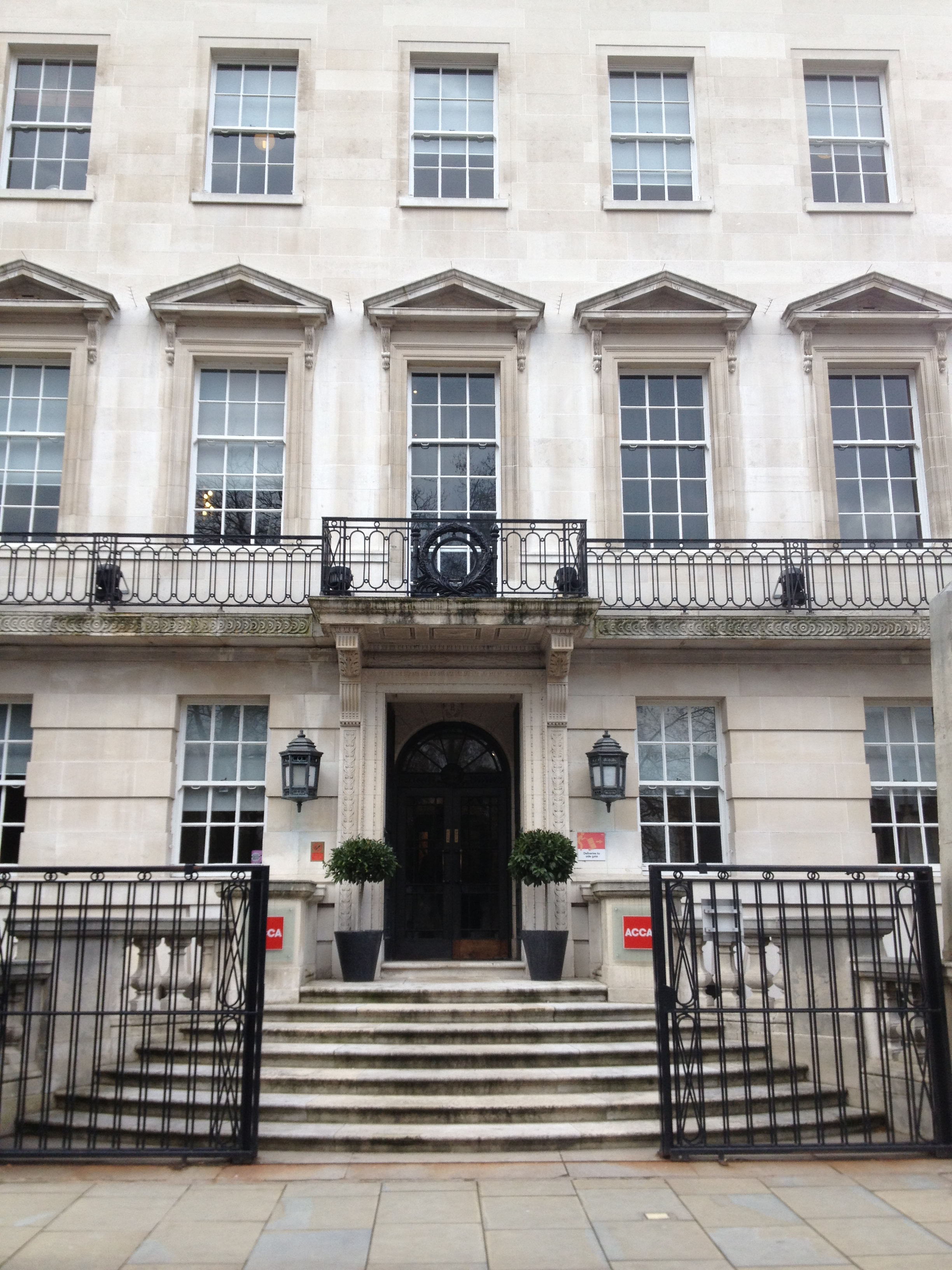

英国勅許公認会計士（えいこくちょっきょこうにんかいけいし、Chartered Certified Accountant or ACCA/FCCA）は、英国の公認会計士の資格。

## 概要
1904年に設立され、1974年に英国女王より勅許(Royal Charter)を受け勅許公認会計士会(Association of Chartered Certified Accountants)と改名した。
また、名称が紛らわしく混同している非英国人が多いが、英国には、国際会計基準に基づく財務会計に特化したACCA以外に、19世紀に遡る世界最古の会計士資格である会計監査に特化したACA（英国勅許会計士：Chartered Accountant）をはじめ、公会計に特化したCIPFA（Chartered Institute of Public Finance and Accountancy、勅許財務会計士）、管理会計に特化したCIMA（Chartered Institute of Management Accountants, 勅許管理会計士）など、各々の特徴を活かした複数の公認会計士資格が存在している。
監査業務に特化しているACAと管理会計に特化しているCIMA、公共機関の会計に特化しているCIPFAなど、イギリスの他の会計士団体が業務別に特化していたため、30年前の勅許獲得後まもなくして、国内外で成長路線を追求した。また会計士制度の設立が十分でなく熟練の会計士が不足している途上国にACCA資格認可を働きかけその資格を認可され、アフリカ、アジアや中東などの途上国でその会員数を増やしていった。
各国の公認会計士の資格試験が国内の監査基準や商法、税法に基づく試験内容であるのに反して、ACCAにおいては商法、税法においては認可国別の試験問題を作成、財務会計、監査に置いては早くから国際会計基準に基づく試験を行っており、近年、国際会計士基準がEU加盟国で採用されることが決定し、基準が共通化したことによりEU内での会員数がさらに増加することになった。
最近ではイスラム教国の会員向けにイスラムの教義に基づいた金融・銀行業務の資格も提供している。勅許公認会計士の保持者の数は170カ国、122,426人である。

## 試験
試験科目は全16科目あり、内14科目に合格し、3年の経験を積むとメンバー（ACCA）となる。 商法、税法は認可国別に選択、会計基準はIFRS/IASを採用。試験は年4回（3、6、９、12月）行われ、1期につき4科目まで受験可能である。科目は、以下の基本科目（英語: FUNDAMENTALS）9科目、専門科目（英語: PROFESSIONAL）5科目から構成されている。

### 基本科目
知識科目（英語: Knowledge）
- - FA1 Recording Financial Transactions（コンピューター試験 2時間）
  - MA1 Management Information（コンピューター試験 2時間）
  - FA2 Maintaining Financial Records（コンピューター試験 2時間）
  - MA2 Managing Costs and Finance（コンピューター試験 2時間）
  - F1 Accountant in Business - 職業としての会計士 （コンピューター試験 2時間）
  - F2 Management Accounting - 管理会計論（コンピューター試験 2時間）
  - F3 Financial Accounting - 財務会計論 （コンピューター試験 2時間）

技能科目（英語: Skills）
- - F4 Corporate and Business Law - 企業法 （論述試験 3時間）
  - F5 Performance Management -  目標管理論（論述試験 3時間）
  - F6 Taxation （論述試験 3時間) - 租税法
  - F7 Financial Reporting - 財務報告論（論述試験 3時間）
  - F8 Audit and Assurance -監査論（論述試験 3時間）
  - F9 Financial Management - 財務管理論（論述試験 3時間）

### 専門科目
必修科目
- - P1 Governance, Risk and Ethics - 企業統治論 （論述試験 3時間）
  - P2 Corporate Reporting - 企業報告論（論述試験 3時間）
  - P3 Business Analysis - 企業分析論 （論述試験 3時間）

選択科目 (以下の4つから2つ選択)
- - P4 Advanced Financial Management - 上級財務管理論 （論述試験 3時間）
  - P5 Advanced Performance Management 上級目標管理論（論述試験 3時間）
  - P6 Advanced Taxation - 上級租税法（論述試験 3時間）
  - P7 Advanced Audit and Assurance - 上級監査論（論述試験 3時間）